# 有害事象共通用語規準
有害事象共通用語規準（ゆうがいじしょうきょうつうようごきじゅん、英: Common Terminology Criteria for Adverse Events; CTCAE）は、がん治療で使用される薬剤の副作用を標準的に分類するための基準である。以前はCommon Toxicity Criteria（CTC, NCI-CTC）と呼ばれていた。オリジナルは米国国立がん研究所（NCI）が設定し、日本語版は日本臨床腫瘍研究グループ（JCOG）が作成している。
初版は1994年に作成された。2024年現在の最新バージョン5.0は2017年11月27日にリリースされた。日本語版5.0は2018年7月30日に公表された後、MedDRA/Jの改定を反映し2022年9月1日版に至っている。現在では腫瘍領域のみならず、多くの臨床試験でCTCAEシステムに基づいて観察結果が纏められている。CTCAEは1～5までのグレードを使用する。具体的な病態や症状については、各レベルの値や記述的なコメントがある場合もあるが、一般的なガイドラインは以下の通りである：
グレード1：軽度（Mild）；軽度の無症候性症状。臨床的または診断的観察のみで、介入は不要。
グレード2：中等度（Moderate）；最小限の局所的または非侵襲的介入が必要。
グレード3：重度（Severe）；重篤または医学的に重要である事象。生命を脅かすものではないが、ADLに支障を来す、またはセルフケアを制限する可能性がある。
グレード4：重大（Life-threatening）；生命を脅かす結果。緊急または緊急の介入が必要である。
グレード5：死亡（Death）；有害事象に関連する、または有害事象に起因する死亡。